# Fabeldyret (sanger)
Shahin Aakjær er en dansk/iransk sanger, forfatter og kandidat i Mellemøststudier opvokset i København. Han har rappet under navnet Fabeldyret siden 11-års-alderen. I 2022 udgav han bogen "Verdensbarn - Kan man bortføre sin egen søn?", som er en bog om hans barndom i Iran.
Udover solonumre, har man kunnet finde ham som en del af en række grupper og projekter. Han var en del af musik/undervisningsprojektet De 10 Skud. Han var ligeledes med i rapgruppen Tilbageskridtspartiet, med rapperne Dr. Phill og Fau$t og Død & Kritte med Antik. De var ligeledes begge med i rapkollektivet Novo Mundus. Sammen med musikeren Ham I Midten dannede Fabeldyret Spoken Word-projektet, Mundheld. Fabeldyrets første soloudgivelse, EP'en "Lakonisk" udkom i september 2010. Hele EP'en var produceret af Antik og han havde gæsterappere som Kazpa G, Kælderdan, Simon Solem og Slantefogeden med. Året efter blev den udgivet på vinyl.
I 2011 deltog han for første gang i Rap Slam Battles. Det var samtidigt den første skrevne battle, i Danmark. Her mødte han Jos og vandt med 3-0. Siden da har han battlet imod Aeon, Rasmus Klåmb, Loui B, Ken1 Crack og Mathaeo i Rap Slam Battles og RåtKøbenhavn.
I november 2013 udgav han sammen med Ogu, EP'en "Cirkus Slaraffenland" på pladeselskabet Kragetæer, som de begge er medejere af. Denne gang var hans udgivelse gæstet af folk som Opiden, Loke Deph og Ali Sufi. Den blev trykt på vinyl.
To år efter Cirkus Slaraffenland, i 2015, udkom EP'en "Lyssky Biziniss". Den blev ligeledes udgivet af Kragetæer og alle beats var udelukkende produceret af 12Inch. Den udkom kun digitalt. Siden har han udgivet "Morgenlandet", "De Hæslige Slynglers Klub" og "Tys Tys". Senest har han med produceren Hex udgivet albummet "...men han er god ved sin mor" i 2021.
I 2017 udkom EP'en "Livstidspræsident", som er produceret af Antik. Igennem pladen følger lytteren en unavngiven hovedperson, der starter som rodløs ung mand, bliver idealistisk og revolutionær. Han får magten og udvikler sig til en diktator med storhedsvanvid. Shahin Aakjær stillede op til Kommunalvalget 2017 som karakteren fra pladen.
Han underviser i rap, er konferencier i projektet Debattle, arbejder som rejseleder og freelanceskribent, men skriver også tekster for andre. Blandt andet Futte Fynbo og Morfar Fortæller. I 2024 udkom hans bog "RapTilHjernen - Sådan lærer du at rappe", som er en instruktionsbog i rap. Han har lavet to podcasts. "Fædreland" som er en serie i tre afsnit, som udkom hos DR, og "RapTilHjernen Podcast", hvor kendte rappere fortæller om deres arbejdsproces. Desuden er han fast panelgæst i TV2 News' program "News & Co.".

## Diskografi
- "Dørfis//Kulissen – EfterAbekatte Mixtape"" (Selvfinansieret, 2009)
- "De 10 Skud – De 10 Skud" (Selvfinansieret, 2009)
- "Novo Mundus – Novo Mundus Mixtape" (RecLab, 2010)
- "Mundheld – Ud med sproget" (Selvfinansieret, 2010)
- "Fabeldyret – Lakonisk (EP)" (RecLab, 2010)
- "Novo Mundus – Vivo Vixi Victum" (RecLab, 2011)
- "Død & Kritte – Ro og Orden" (Kragetæer, 2013)
- "Fabeldyret – Cirkus Slaraffenland" (Kragetæer, 2013)
- "Død & Kritte - Kulturrevolution" (Kragetæer, 2014)
- "Fabeldyret & Simon Solem - De Glade Idioter" (Kragetæer, 2014)
- "Fabeldyret & 12Inch - Lyssky Biziniss" (Kragetæer, 2015)
- "Fabeldyret - Livstidspræsident" (Kragetæer, 2017)
- "Fabeldyret - Morgenlandet" (Fabelagtigt, 2018)
- "Fabeldyret & Hex - De Hæslige Slynglers Klub" (Fabelagtigt, 2019)
- Fabeldyret & Antik - Tys Tys" (Fabelagtigt, 2019)
- Fabeldyret & Hex - "...men han er god ved sin mor" (Fabelagtigt og Eternitree)[10]

Desuden er han at finde på:
- "Dr. Phill – RePhill Mixtape" (Selvfinansieret, 2010)
- "R.A.P prænsenterer – Evolution" (Selvfinansieret, 2011)
- "Bazar Music Shop - Hits From The Bronx Vol. 3" (Bazar Music, 2011)
- "I'll Release You Præsenterer - SubKultur Kanonen Vol. 1" (I'll Release You, 2012)
- Ogu - Kakofonisk Symfoni 2012 (I'll Release You, 2012)
- "Antik - Dekonstruktion" (I'll Release You, 2012)
- "Antik - Sprogløs" (Kragetæer, 2013)
- "Afatikon - Gennemsnitlig" (Stathouse, 2016)
- "Tandsmoer - Op efter luft" (RecLab, 2017)
- "Antik - Doven Disko vol. 2" (RecLab, 2017)
- "Afatikon - Solformørkelse" (Stathouse, 2018)
- "Antik - kronik.vand" (RecLab, 2018)
- "Pelle & Antik - Eksil" (Parnasset, 2019)
- "Antik - .krom" (Run For Cover, 2020)